# Antiga Casa da Câmara (Porto)
A Antiga Casa da Câmara ou Casa dos 24 foi o local onde funcionou a vereação municipal da cidade do Porto, em Portugal.
Na Idade Média, a sua construção, mesmo ao lado da Sé do Porto, simbolizou uma afirmação do poder popular sobre o poder eclesiástico na cidade.
Após ter caído em ruína durante longos anos, em 2002 e com projeto do arquiteto Fernando Távora, sobre as antigas fundações da desaparecida Casa dos 24 foi erguido um edifício contemporâneo. O edifício foi construído com desenho e tecnologia contemporânea, mas seguindo a suposta base e volumetria original. Esta nova construção foi pensada para não ter qualquer programa funcional associada, servindo unicamente como espaço de fruição da cidade. Onde o visitante, mediante a grande janela, enquadrando a paisagem urbana protegida pela escultura do "Porto", a descobriria.

## História
A sua origem remete para o século XV, sendo erguida encostada à Muralha Primitiva da cidade. As suas funções eram de representação do senado ou assembleia da Câmara, considerada como primeira sede do poder autárquico ou municipal e era designada por Torre da Rolaçam (i.e., torre da relação).
A designação popular de Casa dos 24 deve-se ao facto de aí se reunirem os 24 representantes dos vários mesteres (ofícios) da cidade do Porto.
Situada a apenas sete metros das paredes da Sé do Porto, era construída em cantaria de granito com cem palmos de altura (cerca de 22 m) e era guarnecida de ameias. Possuía vários sobrados contendo no seu interior elementos artísticos de grande qualidade. Evidenciava entre outros, um exemplar tecto dourado no salão nobre superior.
Em meados do século XVI as sessões camarárias mudaram-se para a Rua das Flores, pelo facto do edifício mostrar indícios de ruína. Serviu, posteriormente, de cadeia e asilo para prostitutas e sem abrigo, entrando em ruína.
Na década de 1940 a envolvente da Sé, sofreu alterações significativas pelas demolições e arranjo urbanístico ordenado pela Direcção-Geral dos Edifícios e Monumentos Nacionais. Segundo um conceito higienista com critérios de monumentalização, demoliu-se uma grande quantidade de edifícios que se encontravam em frente à Sé, alargando-se amplamente o Terreiro da Sé. Pretendia-se desta forma resolver o problema de degradação física e social do bairro, evidenciando o elemento singular da Sé Catedral.
Em 1991 as ruínas dos antigos paços do concelho foram alvo de obras de reabilitação e arranjos de cariz urbanístico, pois encontrava-se em perigo de derrocada. E, em 1995 surge a necessidade de reabilitar as suas funções dando origem ao projecto do arquitecto Fernando Távora. A sua reconstituição pretendia imortalizar os longos anos de vida e de história da cidade do Porto, recordando assim o glorioso passado da cidade.

## Características
O actual edifício da Antiga Casa da Câmara é constituído por uma estrutura de paredes em U que assenta sobre parte de ruína existente, tanto da primitiva torre como da primeira muralha. O edifício é limitado por três lados, abrindo-se o quarto numa parede envidraçada, ilustrando visualmente as vistas da cidade.
Volumetricamente, o edifício enquadra-se no conjunto existente sugerindo o dimensionamento formal da casa-torre evocada. Afirma-se frontalmente sobre a cidade assumindo a sua altura primitiva de cem palmos, impressos segundo uma perspectiva arquitectónica do autor.
Mantém os materiais da câmara original quando utiliza o granito nas paredes exteriores e interiores, aplicando o ferro em pilares e vigas. No tecto é aplicado o folhado a ouro na reminiscência da outrora.
Esta obra de reconstrução custou 858 mil euros e foi muito controversa, foi alvo de denúncia à Unesco, foi alvo de críticas constantes dos media e parte da cidade contesta a sua existência, embora seja também defendida por muitos.